# Emerald Sword
Emerald Sword är den första singeln släppt av power metal-bandet Rhapsody of Fire. Låten slåpptes 1998.

## Stepmania
Emerald Sword är även en populär sång i spelet Stepmania.